# Lucifer et moi
Pour plus de détails, voir Fiche technique et Distribution.
Lucifer et moi est un film français réalisé par Jacques Grand-Jouan, réalisé en 2005 et présenté en 2008, au festival international des programmes audiovisuels FIPA.

## Fiche technique
- Titre : Lucifer et moi
- Réalisation : Jacques Grand-Jouan
- Scénario : Jean-Jacques Grand-Jouan, Gérard Zingg, Bertrand Tavernier
- Photographie : Alain Souffi
- Son : Alain Curvelier
- Décors : Jean-Pierre Braun
- Montage : Sylvie Lager et Hervé de Luze
- Musique : Eric Demarsan
- Pays d'origine :  France
- Format : HDV 16/9ème
- Genre : comédie
- Durée : 105 minutes
- Date de sortie : février 2009

## Distribution
- Jean-François Balmer : Lucifer
- Orson Welles
- Roland Dubillard
- Eugène Ionesco
- Pierre Étaix
- Claude Chabrol : l'homme de la rue
- László Szabó
- Pascal Aubier
- Fanny Deblock
- Ariane Dubillard
- Misha Dolmen
- Virginie Thévenet
- Sylvie Flepp
- Jean Mourat
- Jules Cariou

## Autour du film
- Le cinéaste utilise des scènes utilisées pour un film inachevé, Panthéon, avec Eugène Ionesco et Orson Welles, ce dernier étant filmé dans un restaurant du Bois de Boulogne en 1982, alors qu'il refusait de participer au film (Source AFP).